# Jodłowanie
Jodłowanie (niem. Jodeln) – śpiew z częstymi zmianami skokowymi między rejestrami: piersiowym i głowowym, dominacją brzusznego toru oddychania i powiększeniem rezonatorów głosowych przez znaczne obniżenie krtani. Efektem jest specyficzna barwa głosu.
Jodłowanie jest charakterystyczne dla muzyki ludowej Tyrolu, ale nie jest ograniczone tylko do tego rejonu. Popularność jodłowania wśród alpejskich pasterzy wynika z praktycznego zastosowania tej techniki. Górale używali jej do nawoływania bydła pasącego się na górskich halach. Podobne techniki były niekiedy wykorzystywane przez Indian północnoamerykańskich w ich okrzykach bojowych.
Jodłowanie jest popularne w muzyce country. Wykorzystywane bywa także we współczesnej muzyce popularnej, np. Gwen Stefani jodłuje w singlu „Wind It Up”. Jodłowanie jest słyszalne w piosence Loituma – Ievan polkka. Znanym austriackim zespołem w tej dziedzinie muzyki są Zillertaler Schürzenjäger. Jodłujący wokaliści używają najczęściej sylab pozbawionych znaczenia.